# Aldea Apeleg
Aldea Apeleg är en ort i Argentina.   Den ligger i provinsen Chubut, i den södra delen av landet, 1 500 kilometer sydväst om huvudstaden Buenos Aires. Aldea Apeleg ligger 744 meter över havet och antalet invånare är 126.
Terrängen runt Aldea Apeleg är kuperad västerut, men österut är den platt. Trakten runt Aldea Apeleg är nära nog obefolkad, med mindre än två invånare per kvadratkilometer..
Omgivningarna runt Aldea Apeleg är i huvudsak ett öppet busklandskap.